# Catedral de Zvartnots
A Catedral de Zvartnots (em armênio, Զվարթնոց, ou anjos celestiais) é uma catedral circular em ruínas, do século VII localizado a cerca de 15 quilômetros a oeste de Erevã, no limite da cidade de Valarsapate, na província de Armavir.

## História

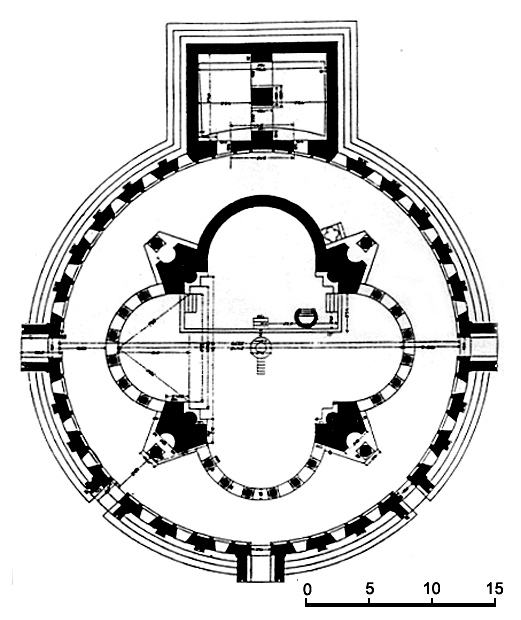
O plano da catedral, como no desenho de Toros Toramanian

Zvartnots foi construída em uma época em que grande parte da Armênia encontrava-se sob controle do Império Bizantino e durante o início das Conquistas Árabes da Armênia. A construção da catedral dedicada a Gregório, o Iluminador começou em 642 sob supervisão do católico Narses III, no lugar onde se supõe que tenha sido o encontro do rei Tiridates III e Gregório, o Iluminador. Segundo o historiador armênio medieval Moisés de Dascurã, a catedral foi consagrada em 653. 
De 653 a 659, Narses estava em Taique e a construção da catedral continuou sob supervisão de Anastas de Acarra. Devido à ocupação árabe de Dúbio e as guerras cada vez mais intensas entre os exércitos bizantinos e os árabes nas fronteiras orientais, Narsés transferiu o palácio dos católicos de Dúbio para Zvartnots.
Zvartnots permaneceu em pé até o fim do século X; depois, as fontes históricas se calam a respeito de sua queda. Uma imitação próxima à catedral foi levada a cabo por Tirídates, o Arquiteto sob reinado de Cacício I durante a década final do século X. O historiador contemporâneo armênio Estêvão de Taraunitis referiu-se a Zvartnots quando descreveu a igreja que Cacício I havia inaugurado como «uma grande estrutura em Valarsapate (Vałaršapat), dedicada ao mesmos anto, que havia ficado em ruínas».

## Escavações
Zvartnots permaneceu enterrada até que seus restos foram descobertos em princípios do século XX. O lugar foi escavado entre 1901 e 1907 sob a direção do vardapetes Khachik Dadyán, descobrindo as fundações da catedral assim como os restos do palácio dos católicos e uma adega. As escavações revelaram que Zvartnots se erguia sob os restos de estruturas que remontam ao reinado de Russa II.

## UNESCO
A UNESCO inscreveu a Catedral e Igrejas de Valarsapate e o Sítio Arqueológico de Zvartnots como Patrimônio Mundial por "ilustrarem graficamente a evolução e desenvolvimento da igreja com hall em cruza e domo central típico da Armênia, que exerceu uma profunda influência no desenvolvimento arquitetônico e artístico da região"

## Galeria

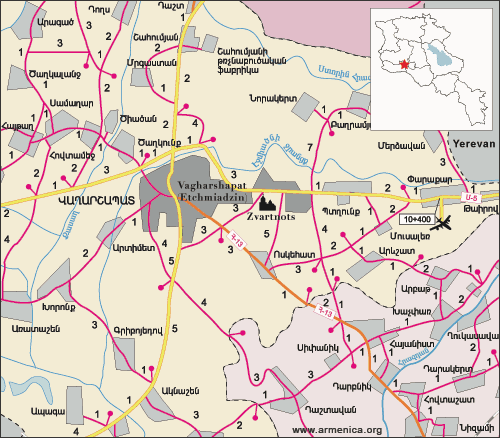
Mapa da estrada ao redor de Zvartnots
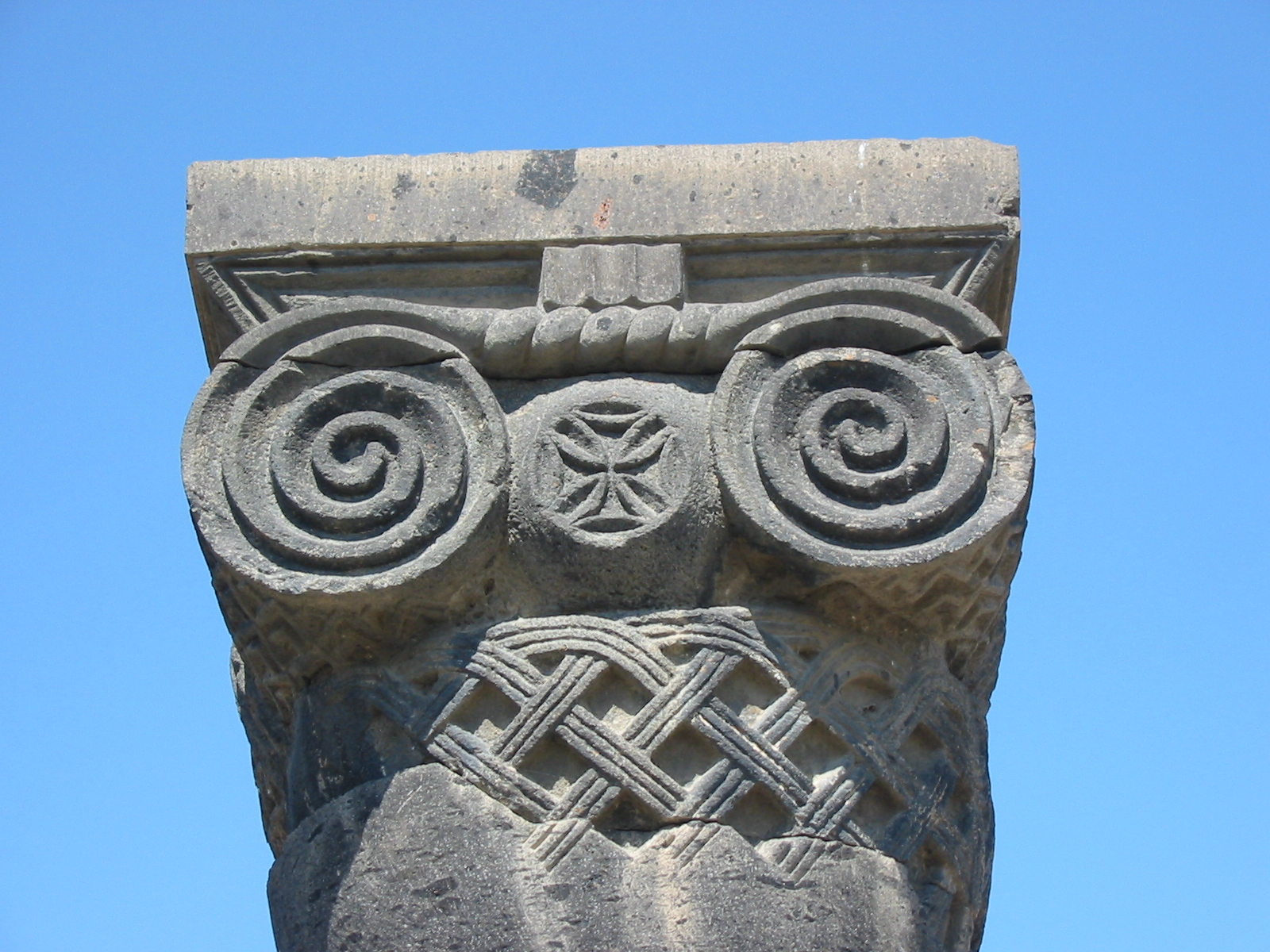
Capitel parcialmente reconstruído no estilo Armênio Iônico
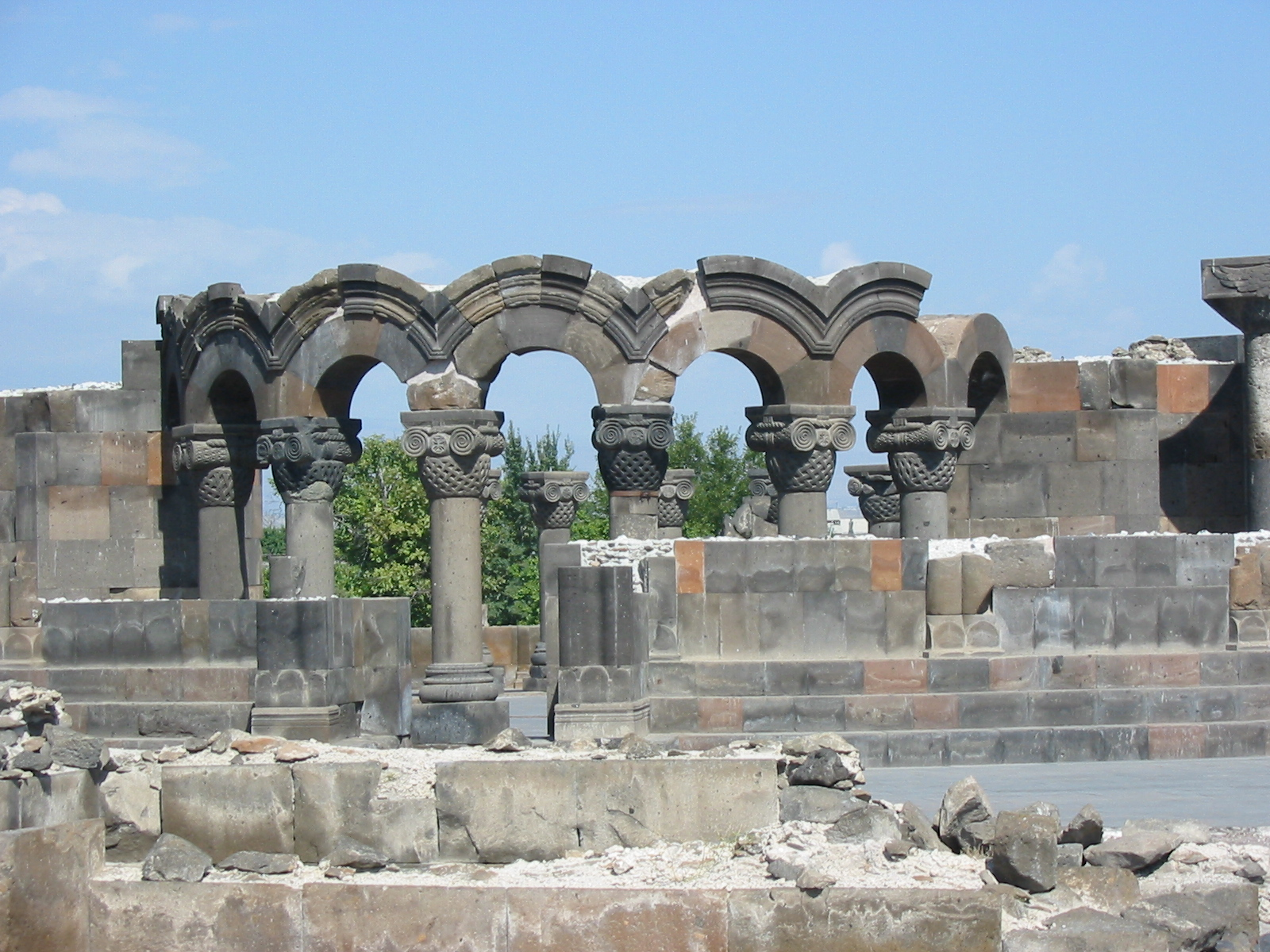
Seções reconstruídas de colunas
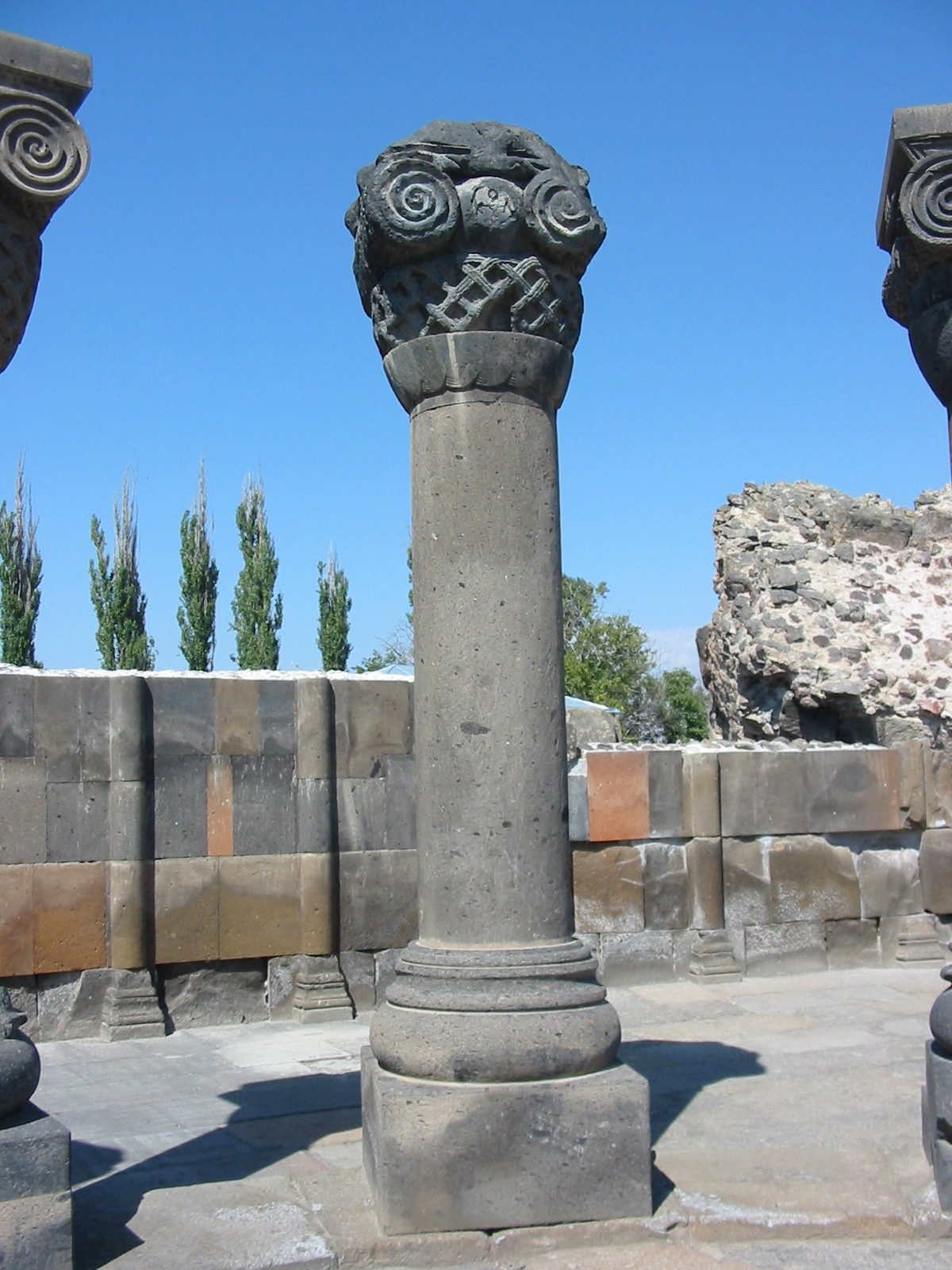
Uma das colunas
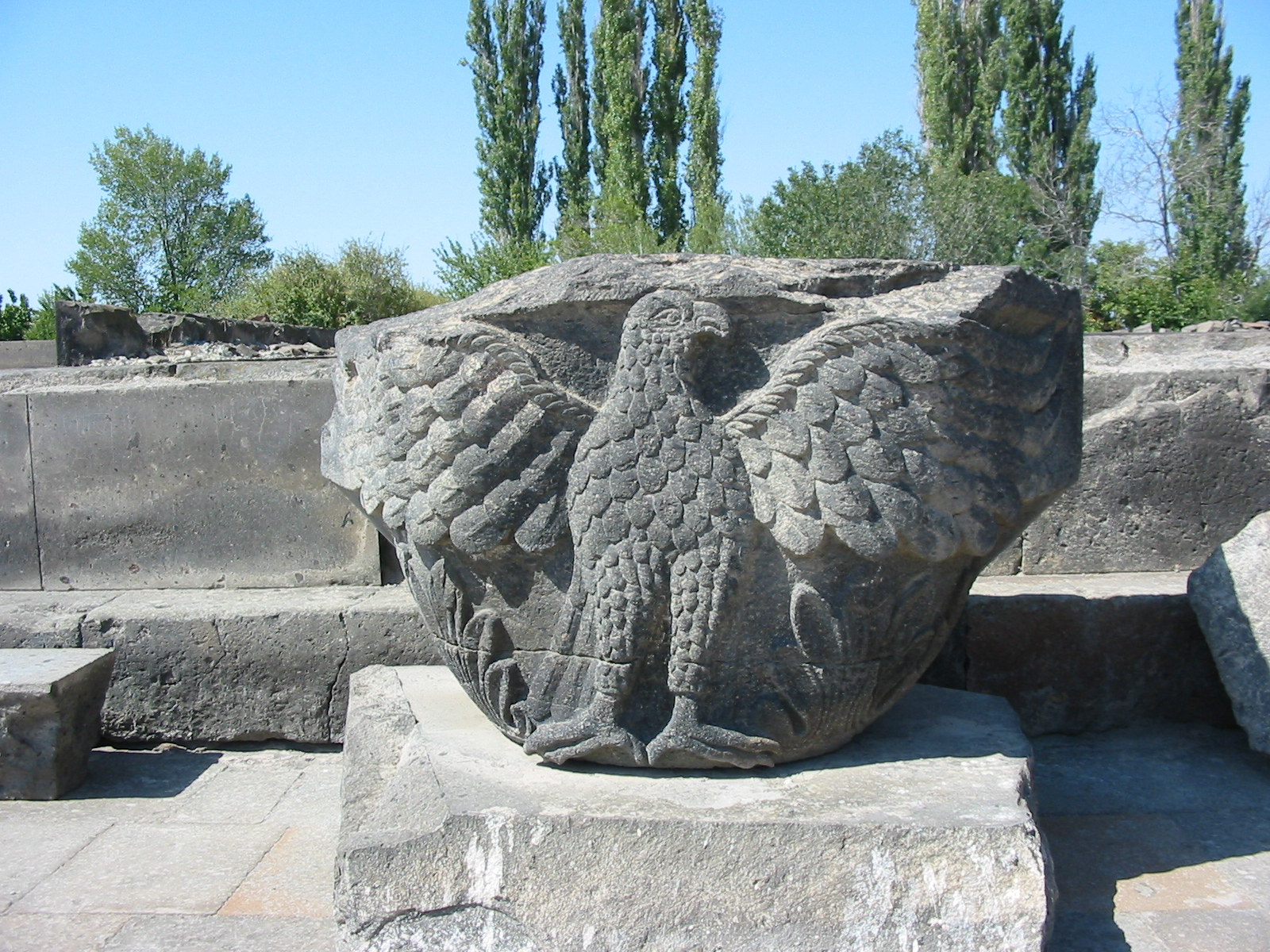
Uma das águias capitais
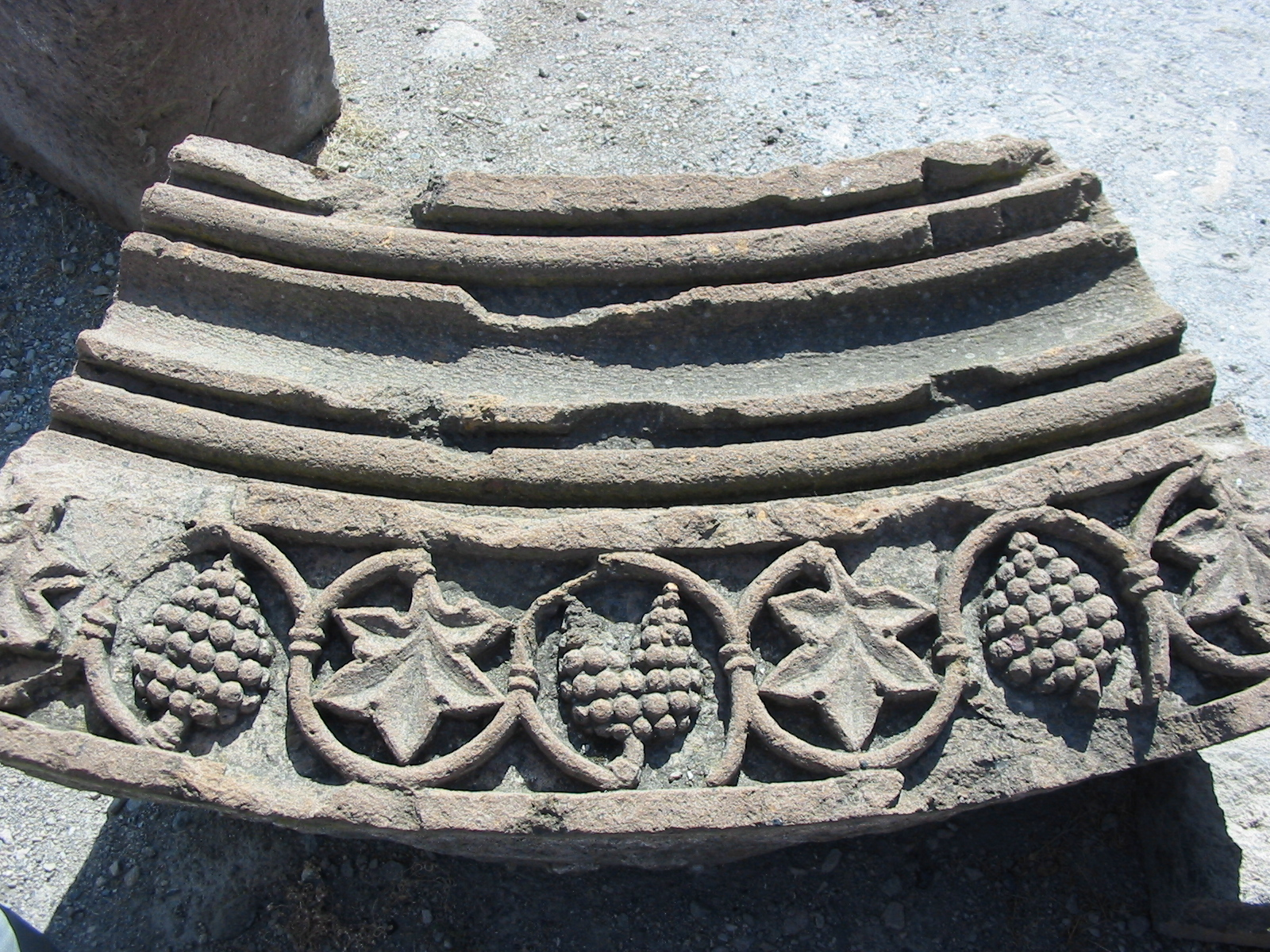
Fragmento de uma arcada cega
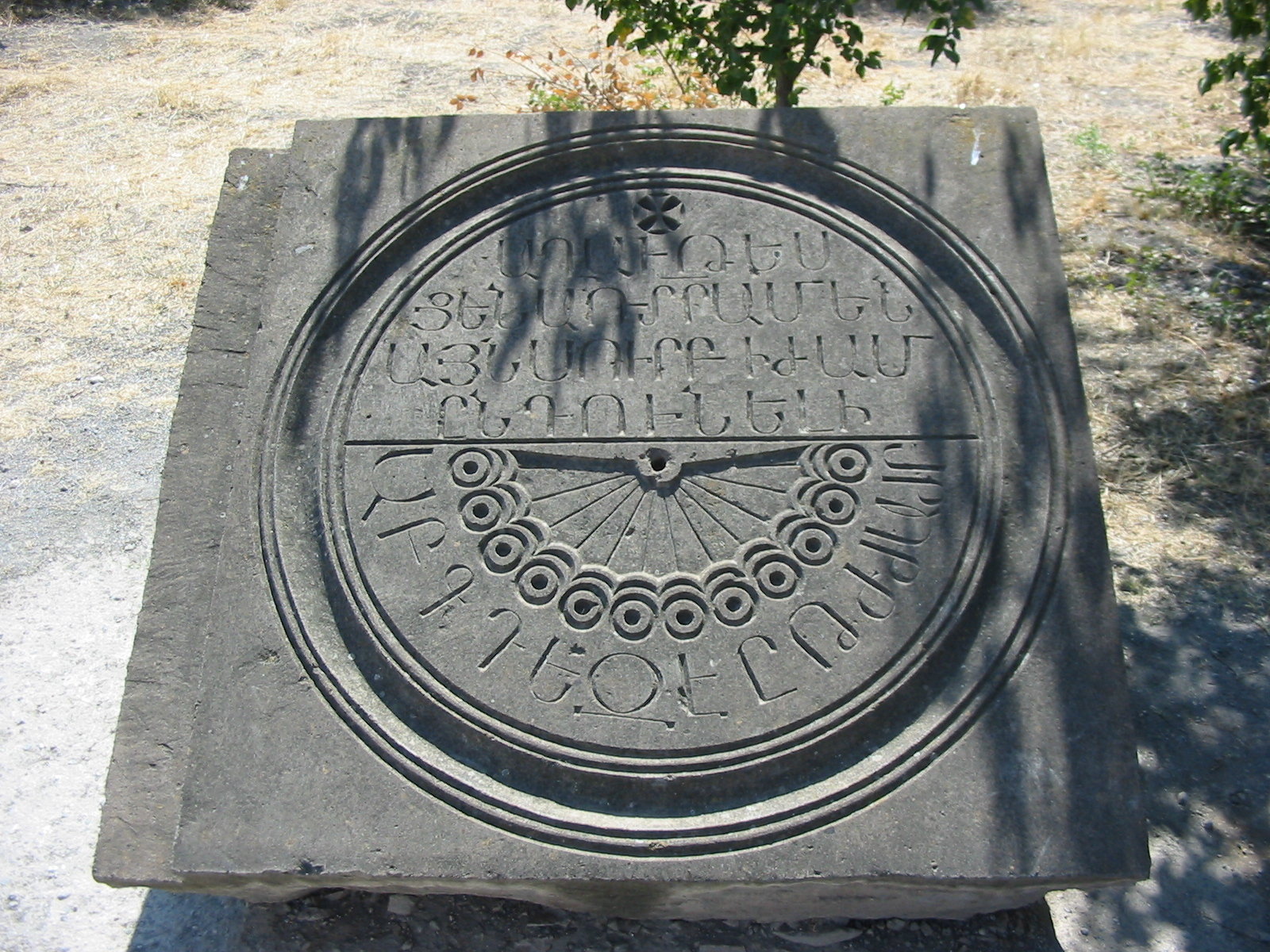
Reprodução moderna de relógio de sol
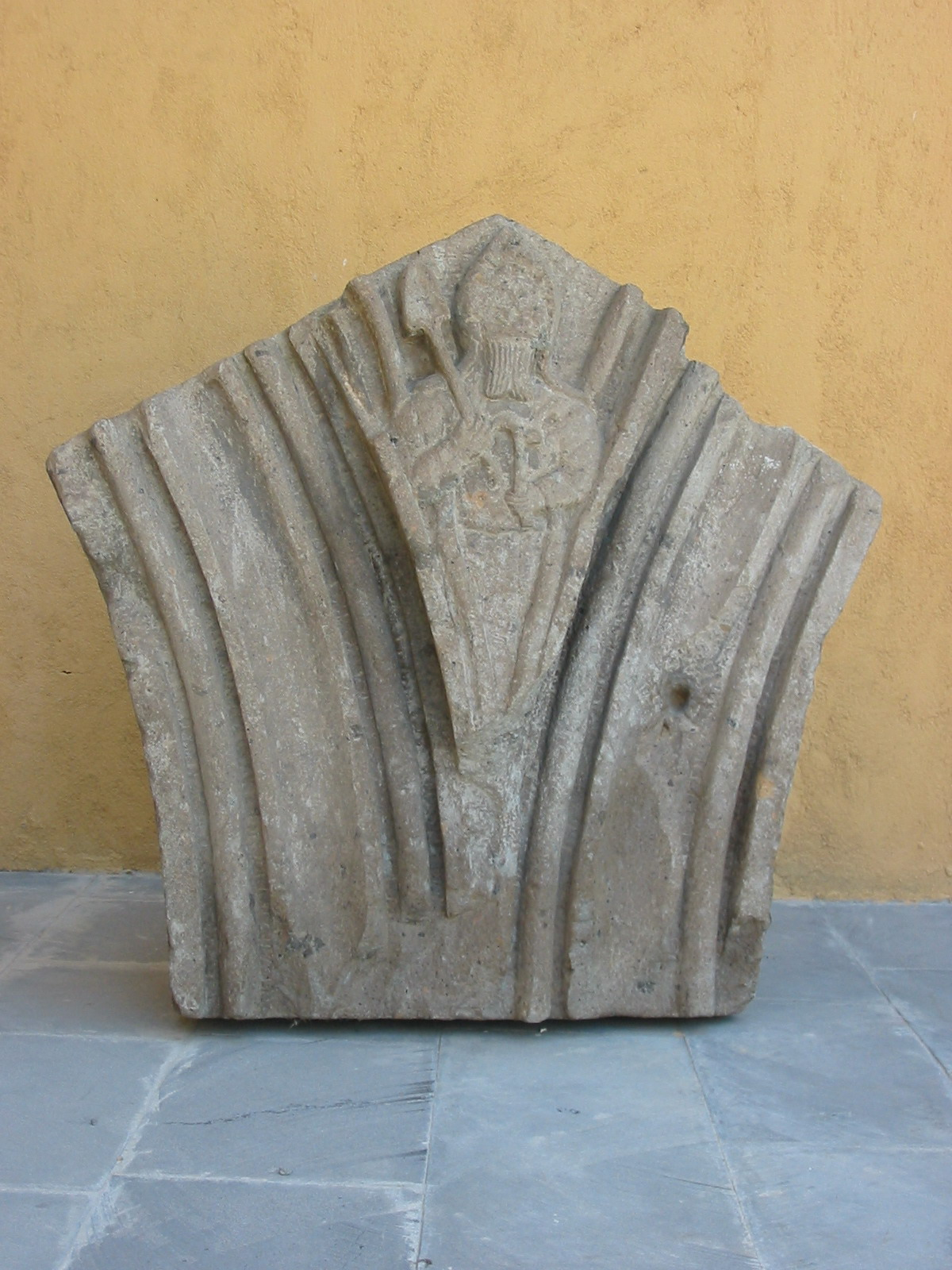
Fragmento de um tímpano
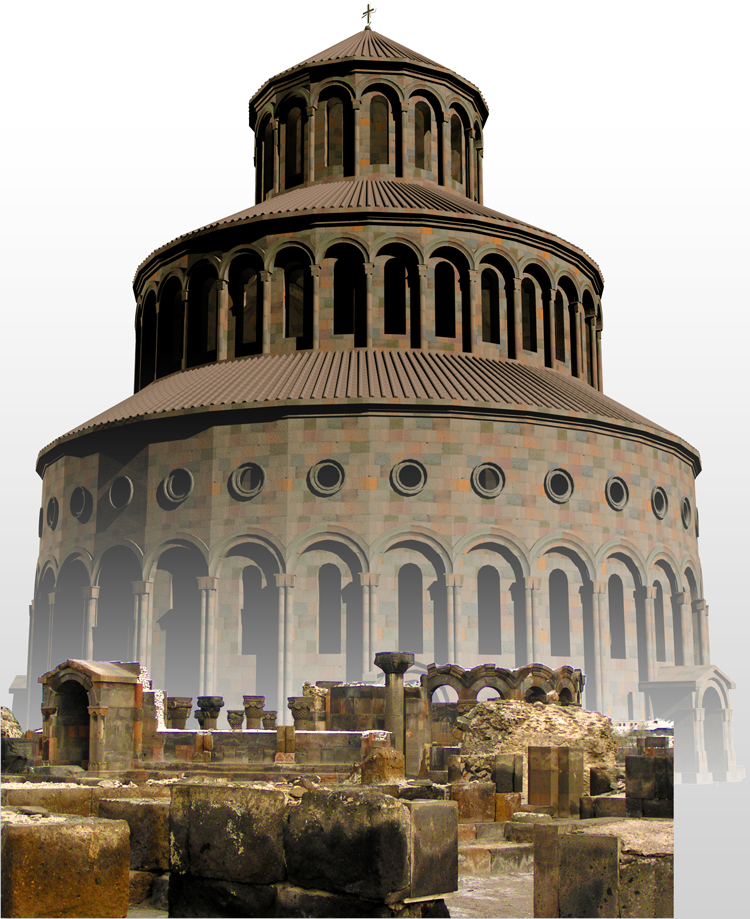
Reconstrução exterior feita por Toramanian
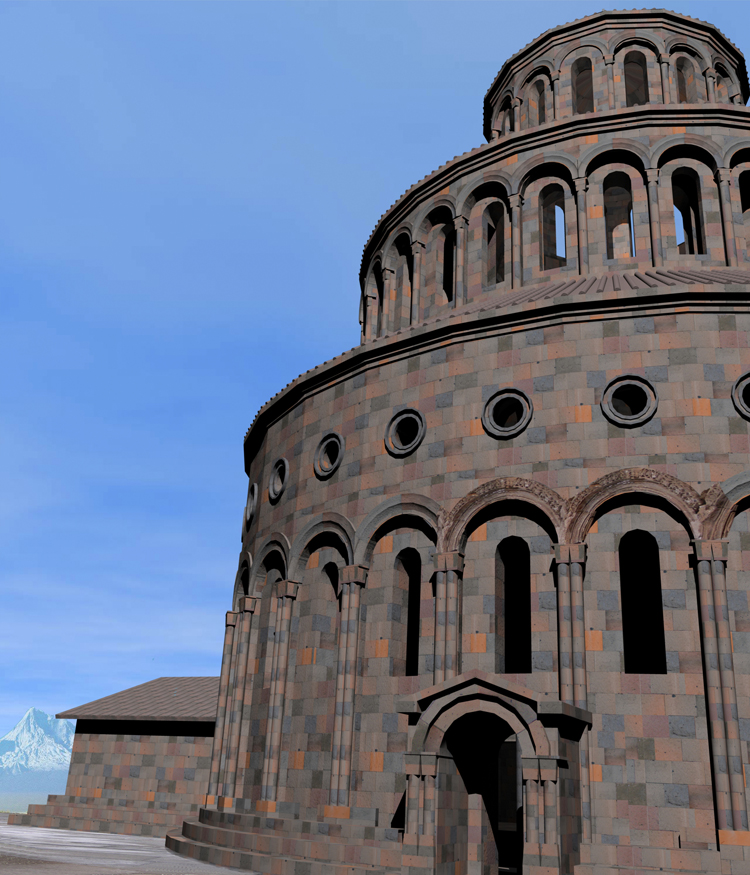
Reconstrução exterior feita por Toramanian
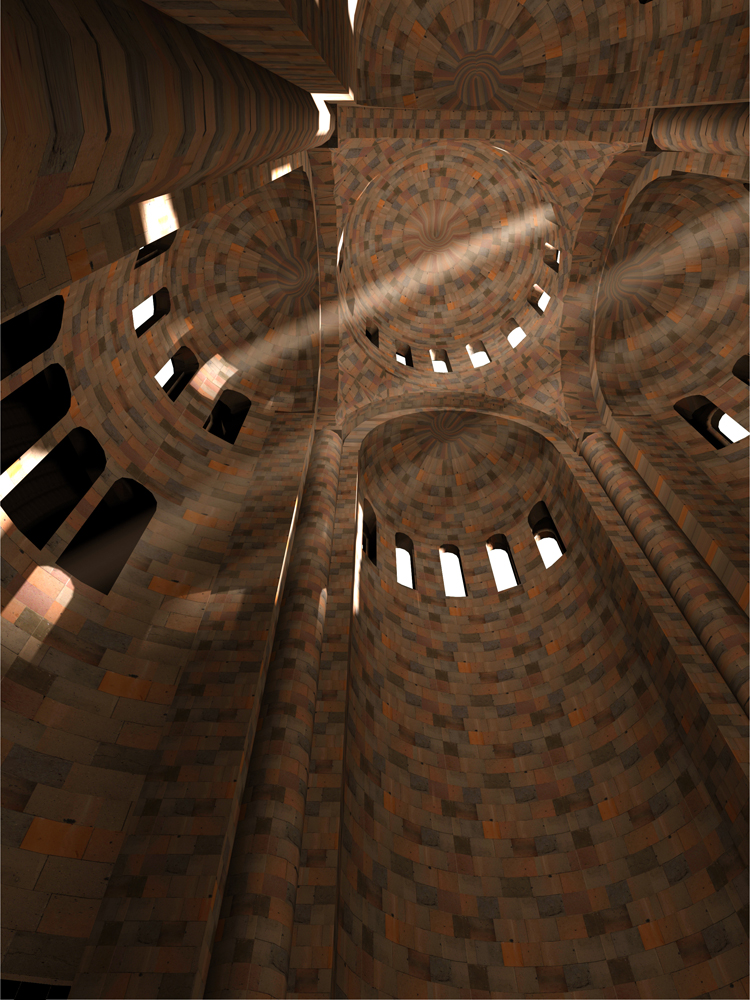
Reconstrução interior feita por Toramanian